# Gonzalo Pérez Espolita
Gonzalo Pérez Espolita (también Spolita) (Avilés, Asturias, 28.08.1901–Oviedo, Asturias, 21.01.1966) Fue un pintor asturiano. Formó parte de las primeras generaciones del arte asturiano del siglo XX.

## Biografía
Era hijo de Juan Pérez, pintor decorador, y de Joaquina Espolita, y el menor de cinco hermanos, de los cuales al menos cuatro tuvieron inquietudes artísticas. Sus primeras clases técnicas las recibió en la Escuela de Artes y Oficios de Avilés. En 1922, con la llegada a la ciudad del crítico José Francés, se inician una serie de exposiciones que tendrán gran repercusión en los ambientes artísticos asturianos (aunque ya en 1921 se había celebrado la I Exposición de Arte Avilesino). En ese mismo año de 1922, gracias a su participación en la primera de dichas muestras, organizada por la Sociedad de Amigos del Arte —a la que presentó Paisaje asturiano—, el Ayuntamiento de Avilés le concederá una exigua beca para cursar estudios en la Escuela Especial de Pintura (Real Academia de Bellas Artes de San Fernando), en Madrid, junto a su hermano Juan Pérez Espolita y a Luis Bayón. En dicha institución —donde coincidió con Salvador Dalí—, asistió a tres cursos, pero en 1925 se vio obligado a volver a Avilés, ya que su hermano Juan sentía los primeros brotes de su enfermedad mental y, además, la economía familiar continuaba siendo escasa. Participó en todas las exposiciones fomentadas por José Francés, incluida la Exposición de Artistas Asturianos que tuvo lugar en la Biblioteca Nacional, con la organización del diario Heraldo de Madrid, en 1926. Al igual que su hermano Juan, presentó obra en la Exposición Internacional de Pintura, celebrada bajo el paraguas de la Exposición Universal de Barcelona, en 1929. Ya en 1943 se casó con María Olvido García Menéndez, con quien tuvo dos hijos, uno de los cuales, “Gonzalín”, murió un año después de su padre; era el que parecía seguir la actividad artística de la familia. Su primera muestra individual no la celebró hasta 1944, en el Casino de Avilés. La última parte de su vida la dedicó a enseñar en su estudio.

## Obra
Podríamos encuadrar su estilo dentro del realismo, aunque dotado de cierta modernidad. Al comienzo de su carrera, su obra se caracterizó por la originalidad y el brío. Su arte se nutre sobre todo de paisajes, aunque también destacan sus retratos y sus bodegones. Se le podría conocer como «el pintor avilesino», ya que la inmensa mayoría de su obra está dedicada a su ciudad natal, sus paisajes y sus personajes. En 1927 firma Día de mercado, obra con unas cuantas variantes y que significa el claro modelo de su época más original y creativa. Desde 1929, apurado por los problemas económicos, el arte de Gonzalo Pérez Espolita se hace más comercial, lo cual le reporta una importante fama en la ciudad, pero también irá en detrimento de su personalidad artística.

## Encargos
Dos de sus encargos más destacables son: El descubrimiento, un lienzo de grandes dimensiones para el Centro Asturiano de La Habana, y, hacia 1940, los frescos de la iglesia del Sagrado Corazón de Jesús, de Villalegre, en Avilés.

## Otros datos
- Una calle de Avilés lleva el nombre de “Hermanos Espolita”.
- En 1974, la sala Murillo de Oviedo dedicó una exposición a los Espolita.
- En 1982 se celebró en la sala de exposiciones del Banco de Comercio, en Avilés, una muestra homenaje a Juan y Gonzalo Espolita.